# エグゼビア・ウッズ
オースティン・ワトソン（Austin Watson、1986年11月4日 - ）は、アメリカ合衆国のプロレスラー。ジョージア州コロンバス出身。エグゼビア・ウッズ（Xavier Woods）のリングネームでWWEに所属している。

## 来歴
2004年にジョージア州のスプレイベリー高校を卒業。 同年、サウスカロライナ州のファーマン大学に入学し、心理学と哲学を専攻。 2008年に心理学と哲学の学位を満了し、卒業。 
2005年、ファーマン大学に通っている間、ワトソンはプロレスラーとしてのキャリアに備えてロブ・アドニスが主宰しているアルティメット・クリスチャン・レスリング・プロモーションでトレーニングを開始。サウスカロライナ州グリーンビルが拠点であるワールド・レスリング・カウンシルに遠征時、NWA加盟団体を渡り歩いてきたブロディ・レイ・チェイスから映画『ロッキー』シリーズに登場するアポロ・クリードを基にしたギミックを与えられる。
同年、NWAアナーキーに入団。リングネームをオースティン・クリード（Austin Creed）とし、ヘイデン・ヤングとオーサム・アトラクション（Awesome Attraction）というタッグチームを結成。2007年にNWAアナーキータッグチーム王座を奪取。また2006年にはファンの投票によって決まるモースト・ポピュラー・レスラーに輝いた。
2007年6月、DSWに参戦し、WWEに所属した経験があるアサシンからDSWヘビー級王座を奪取。
2007年、TNAと契約。コンシクエンス・クリード（Consequences Creed）とリングネームを改める。参戦してすぐにTNAインパクトでのテレビデビュー、PPVでの登場など活躍を見せた。2009年にジェイ・リーサルとタッグを結成し、ビアマネーからTNA世界タッグチーム王座を奪取。
2010年3月にTNA解雇となる。4月に新日本プロレスに参戦。J SPORTS CROWN〜無差別級6人タッグトーナメント〜で真壁刀義と本間朋晃と組んだが優勝には手が届かなかった。
2010年7月、WWEとディベロップメント契約。リングネームをエグゼビア・ウッズ（Xavier Woods）とし、FCWに所属。11月にウェス・ブリスコとタッグを組んでFCWフロリダタッグチーム王座を奪取した。
2012年、FCWが新人発掘番組であるNXTと合併したことにより新生NXTに移行し、出場機会は減少するも2013年1月26日にPPVであるRoyal Rumble 2013前日のファン感謝祭にてNXT所属のレスラーから一人がロイヤルランブル・マッチに出場できる権利を得ることができる8人制ワンデイ・トーナメントに出場。テレビショーでは試合は組まれないもののPVなどでアピールを続けた。6月19日放送のテレビショーにてジェイク・カーターと対戦して勝利した。8月14日にはザ・シールドと対戦することになったコリー・グレイブス & エイドリアン・ネヴィルの助っ人として登場するが敗戦した。
11月18日、WWEに昇格してRAW Countryにてラインストーン・カウボーイズ（3MB）と対戦することになったRトゥルースのパートナーとして登場し、WWEデビュー戦を勝利で飾った。
12月、ブローダス・クレイの入場曲を使用し、彼のバックダンサーであるファンカダクタイルズと共に入場したがクレイから因縁をつけられ、抗争に発展。直接対決では敗れたが、試合中のクレイの前に入場で翻弄し、抗争としては勝利に終わった。
2014年4月よりルセフとの抗争が起き、5月4日のExtreme Rules 2014にてRトゥルースと組んでハンディマッチを行うが試合開始前に襲撃され、立ち上がることもできないまま敗戦した。
11月よりビッグ・E、コフィ・キングストンとゴスペルギミックであるニュー・デイなるユニットを結成してPVを開始し、28日のSmackDownにカーティス・アクセル & スレイター・ゲイター（ヒース・スレイター & タイタス・オニール）とトリオマッチを行い勝利した。
2015年4月26日、Extreme Rules 2015にてビッグ・E & キングストンのセコンドとしてWWEタッグ王座を保持するブラス・リング・クラブ（セザーロ & タイソン・キッド）に挑戦。終盤にピンチになったキングストンを助けるためにレフェリーの注意を逸らして勝利をアシストした。

## 入場曲
Bow Down

## 得意技
シャイニング・ウィザード
WWE時代で、ニューデイ結成以降のフィニッシャー。
ロスト・イン・ザ・ウッズ
WWE時代で、ニューデイ結成以前のフィニッシャー。リバース・ストンプ・フェイスバスター。相手の顎に片足を当てた状態で倒れこむ。
リミット・ブレイク
スプリングボード式のエルボー・ドロップ。一度ロープを歩いてから決める。
トルネードDDT
オーナー・ロール
ローリング・サンダーからクローズラインを決める。
カルチャーショック
TNAに所属してからフィニッシャーとして使うようになった。ダイビングDDT。TNA時代はACT（オースティン・クリード・テスト）という技名であった。
ファイヤーマンズキャリー・カッター
クリードDT
ハンマーロック・レッグスウィープDDT
モンティ・フィスコ
パンチを3連打決める。
トロンボーン
技ではないがニューデイ以降のウッズのトレードマークともいえるアイテム。
時には攻撃に使い時にはWWEユニバースを煽る(お決まりのNew Day Rocks!のリズムでトロンボーンを吹く)のに使うウッズには欠かせないものとなっている。
クリス・ジェリコによってトロンボーンの「フランチェスカ」が壊された際には番組内で追悼式が行われ、追悼記念Tシャツも作られた。

## 獲得タイトル
WWE

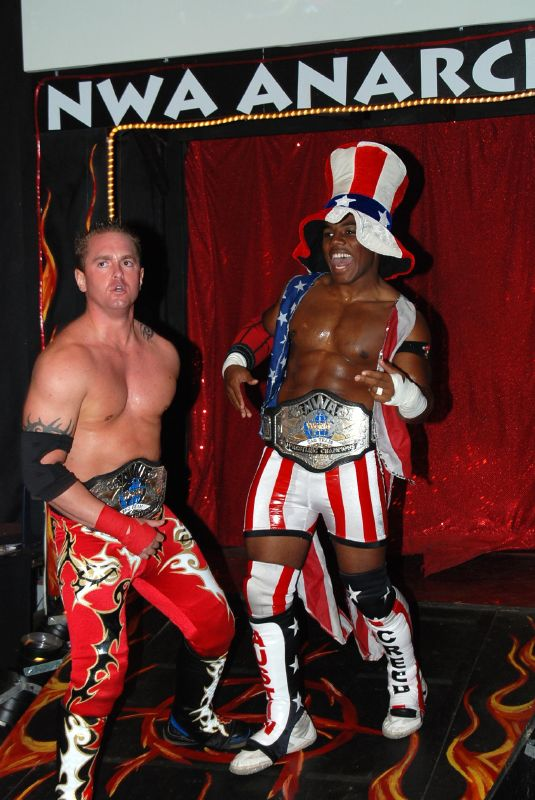
NWAアナーキータッグ王者時代

- WWEタッグ王座 / WWE・ロウ・タッグ王座 : 3回

w / コフィ・キングストン & ビッグ・E
- WWE・スマックダウン・タッグ王座 : 6回

w / コフィ・キングストン & ビッグ・E
- NXTタッグチーム王座 : 1回

w / コフィ・キングストン
- 2021年度キング・オブ・ザ・リング優勝

FCW
- FCWフロリダタッグチーム王座 : 1回

w / ウェス・ブリスコ
TNA
- TNA世界タッグチーム王座 : 1回

w / ジェイ・リーサル
DSW
- DSWヘビー級王座 : 1回

その他
- ECWAスーパー8トーナメント : 2010年優勝
- NWAアナーキータッグチーム王座 : 1回

w / ヘイデン・ヤング
- NWAモースト・ポピュラー・レスラー : 2006年

## 関連作品
- スーパーボンバーマン R
  - このゲームソフトにエグゼビア・ウッズボンバーが登場。